# 拓跋干 (新蔡公)
拓跋干（？—？），追尊魏昭成帝拓跋什翼犍后裔，卫王拓跋仪之子，北魏宗室、官员。

## 生平
拓跋干机敏颖悟沉着勇敢，善于骑射，少年时就有父亲的风范。魏明元帝拓跋嗣继位后，任命拓跋干为内将军、都将，进入皇宫之中做禁军军官。魏明元帝出行到白登的东北，拓跋干骑着马跟随前往。有两只鹞鹰飞在空中鸣叫，魏明元帝命令随从射鸟，没人能射中。鹞鹰飞到更高的地方，拓跋干自己请求来射，用两箭射下两只鹞鹰。魏明元帝称赞拓跋干，赐给他皇帝乘坐的马匹、弓矢、金带各一，来表彰拓跋干的才能，军队中于是号称拓跋干为“射鸱都将”。拓跋干后来跟随魏太武帝拓跋焘南巡，爵位升为新蔡公。魏文成帝拓跋濬继位后，任命拓跋干出任宰官尚书。拓跋干去世后，谥号昭。

## 家庭

### 兄弟
- 拓跋纂，北魏征东大将军、中山简王
- 拓跋良，北魏南阳王
- 拓跋陵，北魏羽真、尚书、冠军将军、使持节、吐京镇大都将

### 儿子
- 拓跋祯，北魏都牧尚书、沛郡简公